# Урасалахский наслег
Урасалахский наслег — сельское поселение в Абыйском улусе Якутии Российской Федерации.
Административный центр — село Сутуруоха.

## География
Географически находится в арктической тундровой зоне. Центр наслега, село Сутуруоха, расположен за Северным полярным кругом в 3 км к западу от посёлка Белая Гора (центра Абыйского улуса).

## История
Статус и границы сельского поселения установлены Законом Республики Саха (Якутия) от 30 ноября 2004 года N 173-З N 353-III «Об установлении границ и о наделении статусом городского и сельского поселений муниципальных образований Республики Саха (Якутия)»

## Население
| 2002 | 2010 | 2011 | 2012 | 2013 | 2014 | 2015 |
| ---- | ---- | ---- | ---- | ---- | ---- | ---- |
| 411  | ↗430 | ↘429 | ↘426 | ↘422 | ↘416 | ↗422 |
| 2016 | 2017 | 2018 | 2019 | 2020 | 2021 |      |
| ↘421 | ↗425 | ↗428 | ↘422 | ↘410 | ↗414 |      |

## Состав сельского поселения
| № | Населённый пункт | Тип населённого пункта       | Население |
| - | ---------------- | ---------------------------- | --------- |
| 1 | Сутуруоха        | село, административный центр | ↗414      |